# NAe São Paulo (A-12)
O NAe São Paulo foi um porta-aviões da classe Clemenceau, que esteve a serviço da Marinha do Brasil de 2000 a 2014, após ser comprado da França, onde tinha a denominação Foch - R 99, para substituir o antigo porta aviões NAeL Minas Gerais.
Foi descomissionado em 2020 e seu casco leiloado para a empresa turca Sök Denizcilik Tic Sti em 2021. O navio foi afundado pela Marinha em fevereiro de 2023, após ter sido rebocado em círculos na costa brasileira, por conter grande quantidade de amianto, substância que o impediu de entrar em águas territoriais turcas e nos portos brasileiros.

## Características
Os porta-aviões da classe Clemenceau têm um design CATOBAR convencional. O convés de voo tem 165,5 m de comprimento por 29,5 m de largura; a área de aterragem é angulada a 8 graus fora do eixo do navio. O elevador dianteiro da aeronave é para estibordo e o elevador traseiro é posicionado na borda da plataforma para economizar espaço do hangar. A frente de duas catapultas de 52 m é a porta na proa, a catapulta na popa está na plataforma de pouso angular. As dimensões do convés do hangar são de 152 m por 22-24 m com uma sobrecarga de 7 m.

## Histórico

### Serviço francês
O projeto de estatuto, preparado pelo Estado-Maior da Marinha Francesa em 1949, pedia que quatro porta-aviões de vinte mil toneladas estivessem disponíveis em duas fases. Na sua reunião de 22 de agosto de 1949, o Conselho Supremo da Marinha foi ainda mais ambicioso, onde propuseram uma frota de seis porta-aviões. Em 15 de julho de 1952, a Marinha Francesa ainda queria de dois a cinco porta-aviões (não disponíveis para a OTAN). De acordo com a RCM 12, documento final da Conferência de Lisboa de 1952, a França deveria disponibilizar à OTAN um porta-aviões no dia D, dois no 30.º dia e três no 180.º dia. Mas a partir de 1953, a Marinha teve que rever suas ambições para baixo, com apenas três porta-aviões.
O PA 55 Clemenceau, previsto em 1953, foi adiado até novembro de 1955, o PA 55 Foch, previsto para 1955, foi adiado até fevereiro de 1957. Entre 1980 e 1981, foram realizados estudos para certificar a plataforma antes de catapultar aeronaves, AM-39 Exocet e bombas nucleares táticas. Como seu navio irmão Clemenceau, o Foch passou por uma modernização e reajuste, substituindo quatro de suas oito armas de 100 milímetros com dois sistemas de defesa aérea Crotale. Ao contrário do Clemenceau, o Foch também recebeu em 1997, dois lançadores Sadral (para 6 mísseis Mistral cada); esses lançadores foram comprados pela França em 1994.
O Dassault Rafale foi testado a partir do Foch (mas não do Clemenceau) após modificações de convés em 1992, e operado a partir deste transportador após modificações de deck adicionais. Depois de 37 anos de carreira na Marinha Francesa, em 15 de novembro de 2000, foi vendida para a Marinha do Brasil e renomeada NAe São Paulo. Na Marinha Francesa, ele foi sucedido pelo Charles de Gaulle.

### Serviço brasileiro
Adquirido pelo equivalente a 12 milhões de dólares norte-americanos, em setembro de 2000, foi recebido operacional pela Marinha do Brasil em 15 de novembro desse mesmo ano, no porto de Brest, na França, quando teve passada a sua Mostra de Armamento.
Com 50% mais velocidade e podendo transportar o dobro de aeronaves que o antigo NAeL Minas Gerais (A-11), o NAe São Paulo (A-12) operava aviões de ataque AF-1 e helicópteros, tendo sido a capitânia da armada. NAe é o acrônimo para Navio Aeródromo.
Em dezembro de 2014, foi anunciado que o São Paulo continuaria em serviço até 2039, quando o navio teria quase 80 anos. Durante sua carreira no Brasil, no entanto, o porta-aviões sofreu problemas e nunca conseguiu operar por mais de três meses sem necessidade de reparos e manutenção devidos. Em 14 de fevereiro de 2017, a Marinha Brasileira anunciou que o navio seria desmobilizado e posteriormente desmantelado, pelos altos custos para uma atualização de um equipamento já considerado obsoleto. Em 12 de março de 2021 seu casco foi leiloado para ser desmontado.
Em 4 de agosto de 2022, o São Paulo deixou o Rio de Janeiro em direção à Turquia para ser desmontado. A embarcação foi levada pelo rebocador holandês Alp Centre. No dia 26 de agosto de 2022, próximo ao Estreito de Gibraltar, o porta-aviões foi obrigado a retornar, pois o governo Turco revogou a autorização de atracação previamente concedida, por causa da alta quantidade de amianto no seu interior. A Agência de Meio Ambiente de Pernambuco não permitiu o atracamento da embarcação em território brasileiro pelo mesmo motivo. Ele se manteve à deriva em alto mar nas proximidades do Porto de Suape por aproximadamente quatro meses, quando a Marinha assumiu o controle da embarcação e a levou para longe do litoral brasileiro, após a MSK Maritime Services & Trading, responsável pelo transporte da embarcação, ter ameaçado abandonar o casco do navio no mar.
Na tarde de 3 de fevereiro de 2023, a Marinha afundou o porta-aviões, após decisão do Tribunal Regional Federal da 5ª Região, que liberou a operação. O navio era mantido a 350 quilômetros da costa, local ideal — segundo a Marinha - por estar dentro da área da Zona Econômica Exclusiva do Brasil, fora de Áreas de Proteção Ambiental, em área livre de interferências com cabos submarinos documentados, sem interferência de projetos de obras sobre águas (ex: parques eólicos), com profundidade maior que 3 mil metros. Segundo a Marinha, três buracos no casco da embarcação tornaram seu afundamento inevitável e, se nada fosse feito, o porta-aviões iria afundar de forma descontrolada até meados de fevereiro.
O Instituto Brasileiro do Meio Ambiente (Ibama) demonstrou preocupação com os riscos ambientais do afundamento, citando a liberação de materiais poluentes contidos na estrutura que poderiam causar distúrbio na capacidade filtrante e dificuldade de crescimento em organismos aquáticos, o impacto físico sobre o fundo do oceano que poderia provocar a morte de espécies e deterioração de ecossistemas, a emissão de gases (CFCs e HCFCs) usados no isolamento de salas que contribuiriam, a partir da corrosão das paredes, para a degradação da camada de ozônio, que a carcaça poderia atrair espécies invasoras prejudiciais para a biodiversidade nativa, e que microplásticos e metais pesados presentes em tintas da embarcação poderiam se tornar protagonistas de bioacumulação indesejável em organismos aquáticos. Por essas razões, o órgão queria estudar o fundo do oceano onde o navio seria afundado, assim como solicitou a Marinha informações para estudar alternativas de redução dos danos ambientais.

### Acidente e reforma

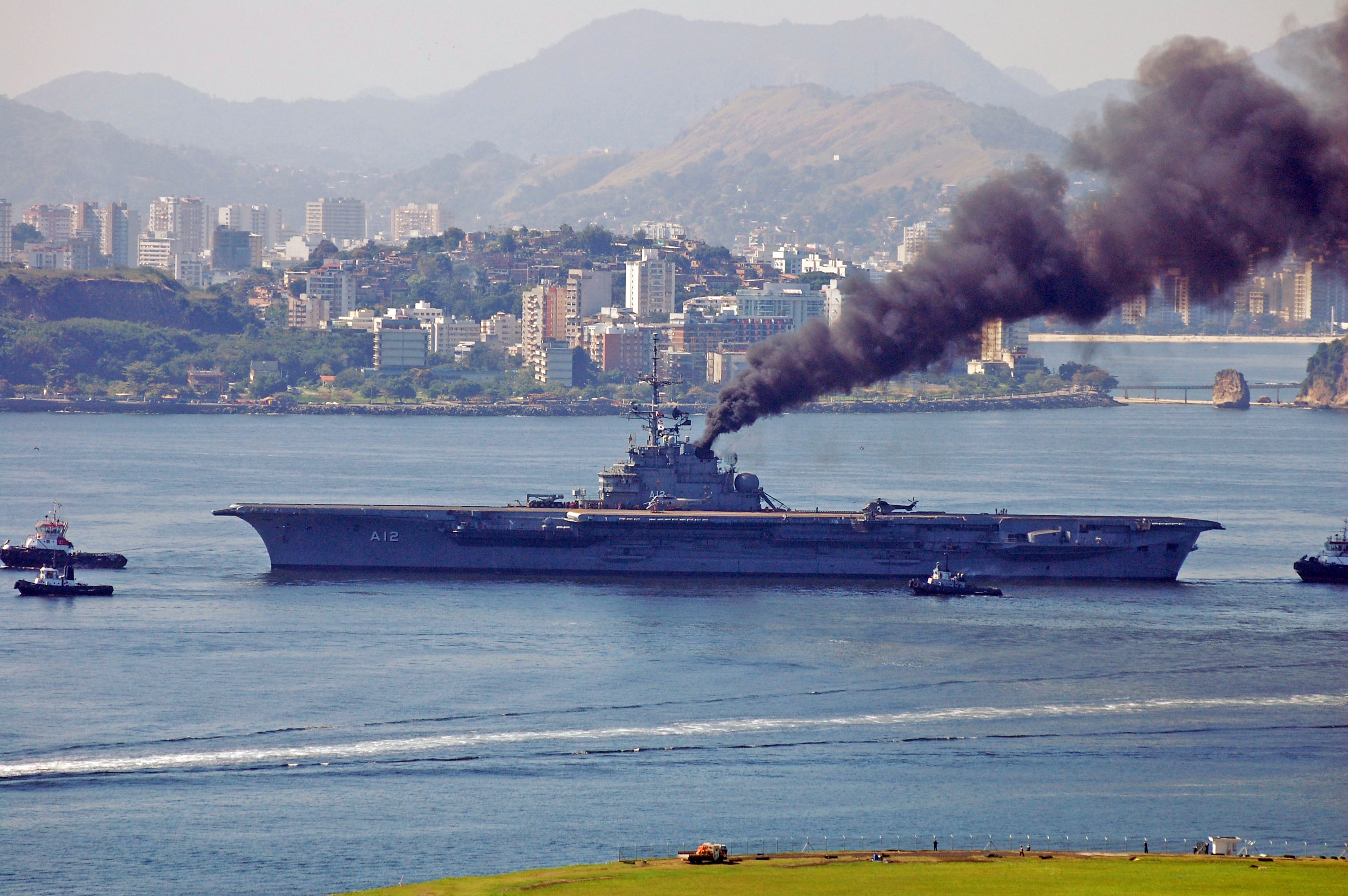
Nae São Paulo durante teste de queimadores

O porta-aviões chegou ao Brasil em 2001, e durante três anos atuou com certa normalidade. Em maio de 2004, no entanto, um duto da rede de vapor do A-12 explodiu, tirando a vida de três tripulantes e ferindo outros sete. Entre 2005 e 2010, o navio passou por um amplo programa de revitalização. Entretanto, deficiências nos motores, no eixo de propulsão e nas catapultas empregadas para lançar e recuperar as aeronaves foram se revelando mais graves que o esperado. O Almirantado decidiu então por contratar uma perícia de engenharia que pudesse definir a conveniência de se realizar uma espécie de reconstrução e o resultado foi negativo.
Após cinco anos, em julho de 2010, o Nae São Paulo retornou ao setor operativo da esquadra revitalizado e com algumas modernizações. Quilômetros de tubulações de água, vapor e combustível foram substituídos, todo o seu convés foi raspado e recapeado, foram feitas obras estruturais nos conveses internos e externos. As catapultas e os sensores foram revitalizados. A propulsão passou por uma revisão geral, sendo que trabalhos foram realizados para solucionar a vibração em um dos eixos que causou a última docagem do navio. O sistema de ar-condicionado foi modernizado e ampliado. Três lançadores Simbad para defesa aérea estavam operacionais.
Voltou realizar testes fora da doca, no final de julho de 2010, e apesar da fumaça preta que foi vista a sair das suas chaminés, por ainda estar regulando seus queimadores, e procurando a mistura correta de ar/combustível para seus motores, estava encaminhado para voltar a testes de mar ainda em 2010. Em 2011, passou por testes, através da Comissão de Inspeção e Assessoria de Adestramento (CIASA), para ser reincorporado a Marinha do Brasil.
Em 2015, o governo chegou a anunciar que o navio aeródromo passaria por um programa de modernização planejado para durar até 2019. Com essa modernização, o navio teria a sua vida útil estendida por mais vinte anos, até 2039.

### Desativação

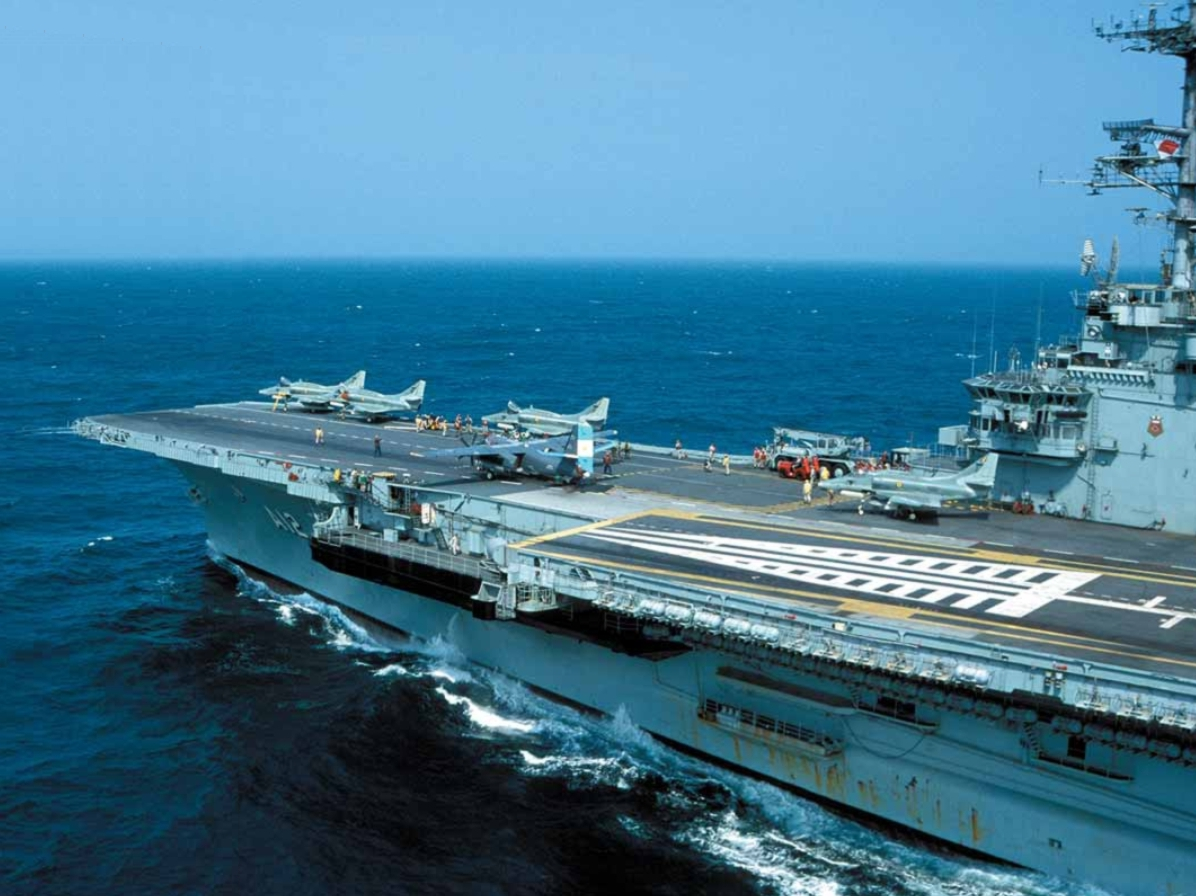
Caças A-4 Skyhawk no São Paulo em 2003.

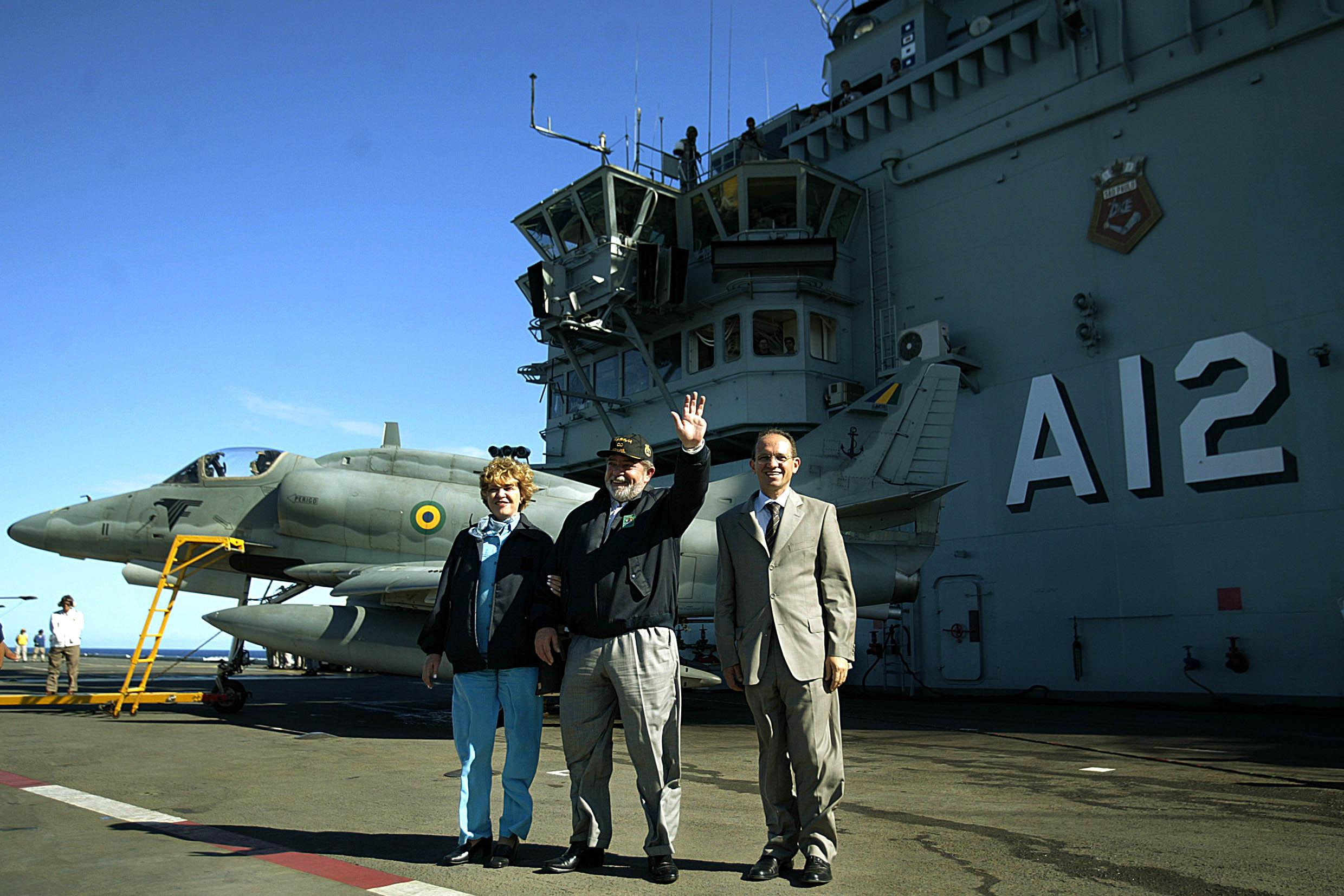
O então presidente Lula da Silva e Marisa Letícia a bordo do porta-aviões em agosto de 2004.

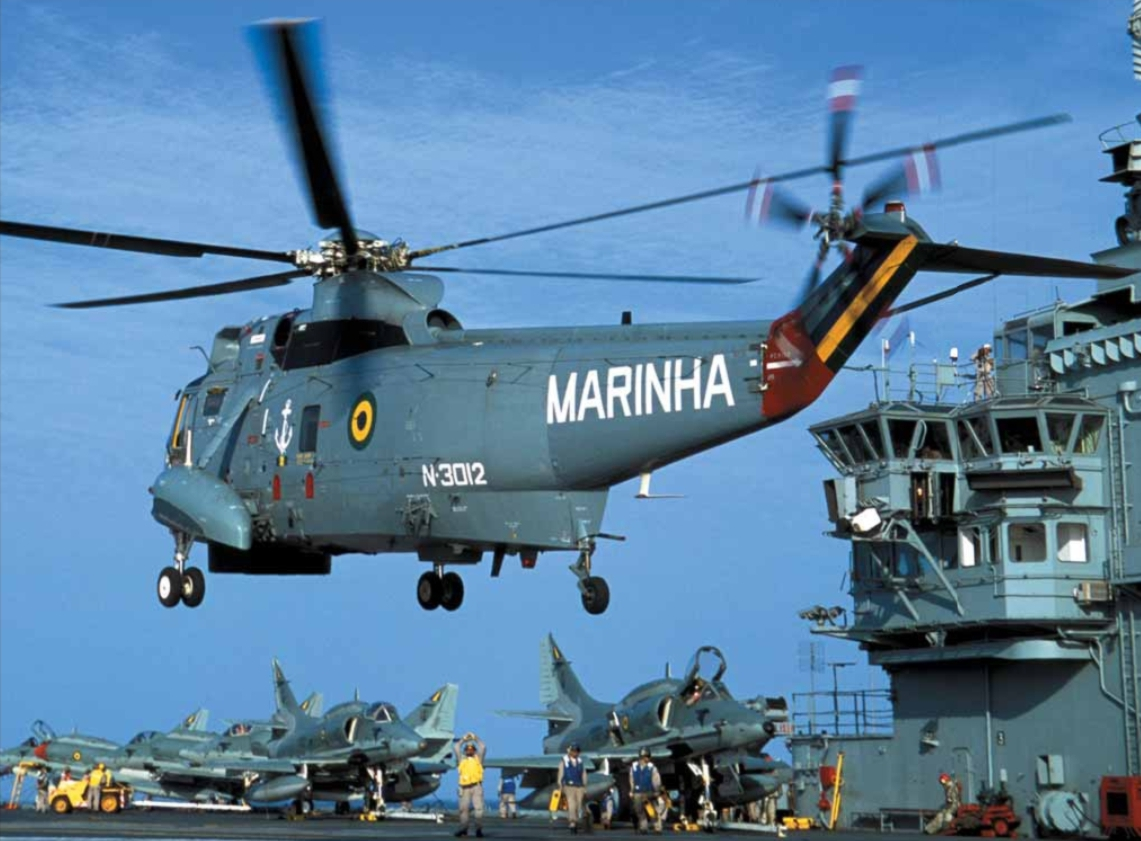
Sikorsky SH-3 Sea King pousando no São Paulo em 2003.

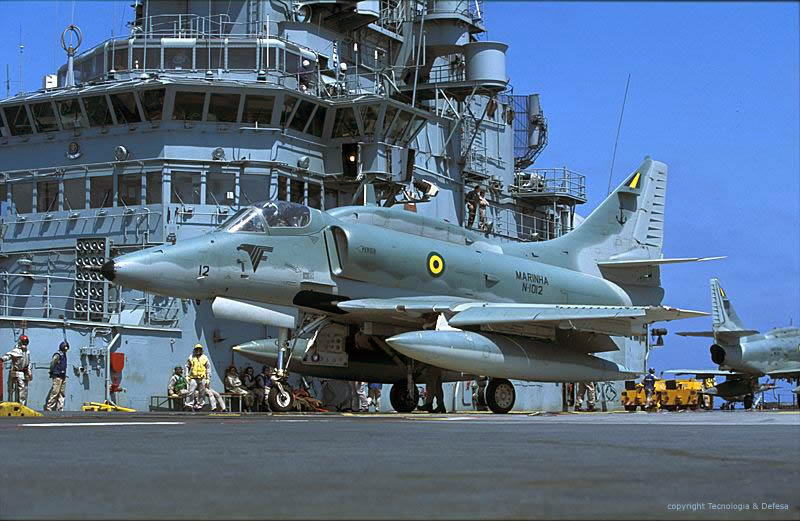
Avião de ataque Skyhawk no porta-aviões.

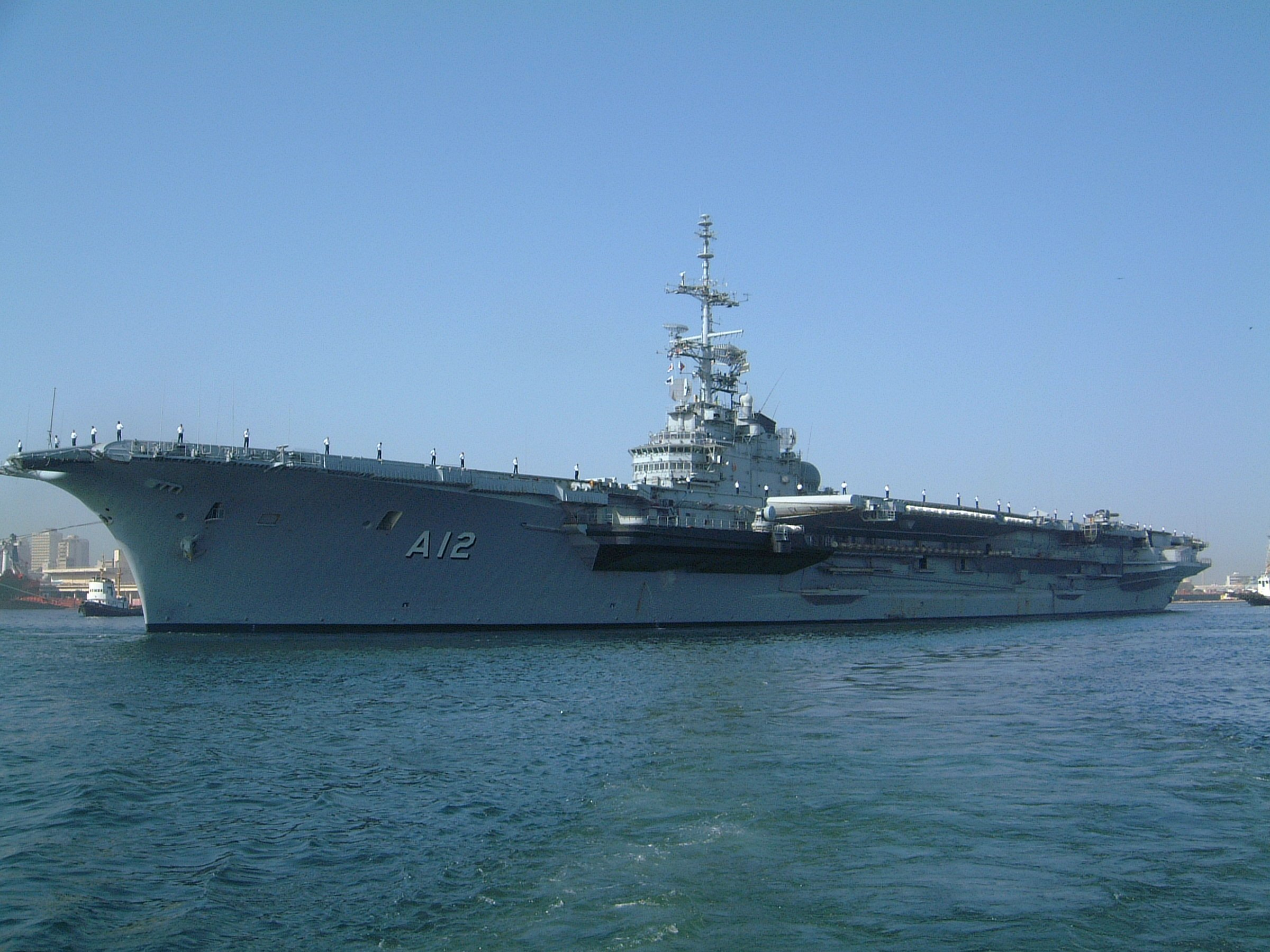
NAe São Paulo em 2005

Em 14 de fevereiro de 2017, a Marinha Brasileira decidiu desativar seu único porta-aviões da frota, alegando que o custo da modernização foi considerado excessivo pelo Almirantado, superando a marca de 1 bilhão de reais. O processo de desmobilização teve três etapas e foi concluído em 2020. Os caças A-4 Skyhawk do Grupo Aéreo do São Paulo continuam operando a partir da Base de São Pedro da Aldeia.
Excluído o plano de recuperação do porta-aviões, as prioridades de reequipamento da Marinha passam a ser os programas de construção de uma frota estratégica de submarinos, um dos quais de propulsão nuclear, e de novas fragatas da classe Tamandaré. Grande parte dos recursos de bordo, incorporados ao longo do tempo durante operações de atualização de sistemas, foram removidos e reinstalados em outras embarcações. A atualização dos jatos de ataque Skyhawk, a cargo da Embraer, foi efetivada.
Uma associação formada por entusiastas e ex-militares brasileiros e franceses, o Instituto São Paulo/Foch, pretendiam transformá-lo em um navio-museu tendo uma área de exposições no convés e restaurantes, salas de aula, escritório e cinema no interior. O NAeL Minas Gerais (A-11), porta-aviões que antecedeu o São Paulo, acabou vendido como sucata no mercado internacional. O Instituto também foi barrado do leilão pelo navio pela Marinha, onde apenas empresas interessadas em seu desmanche foram permitidas concorrer.
Porém, o casco do NAe São Paulo foi leiloado em 12 de março de 2021 e arrematado por 12,5 milhões de reais pela empresa turca Sok Denizcilikve Tic, especializada em desmonte de navios. A partir do pagamento a empresa teria 90 dias para retirá-lo do cais, no Arsenal de Marinha do Rio de Janeiro. Na Turquia entidades ligadas à proteção da fauna e flora tentaram evitar que o desmantelamento do navio seja realizado no país, alegam que o processo pode liberar para o meio ambiente contaminantes como óleo, amianto e até restos de material nuclear.
Em 26 de agosto de 2021, quando o comboio estava na costa do Marrocos, o governo turco determinou o retorno do navio à águas brasileiras dado o risco ambiental. O governo turco concluiu que o relatório das autoridades brasileiras subestimou pesadamente a quantidade de materiais contaminantes na embarcação. As autoridades brasileiras estimaram cerca de 9,6 toneladas de amianto, quando um navio-irmão do São Paulo, o Clemenceau, possuía mais de 600 toneladas do material cancerígeno. Peça-chave no retorno do navio à aguas brasileiras, o advogado Alex Christo afirmou que as autoridades brasileiras foram negligentes e o processo foi feito incorretamente, pulando etapas fundamentais e com o navio vendido a uma fração do seu preço real. Com pedido seu ignorado pela justiça brasileira até o governo turco suspender a compra, a própria Marinha do Brasil negar o retorno do navio ao Rio de Janeiro, e ele se encontra na costa de Suape, no Pernambuco, igualmente não autorizado a atracar no porto local, onde sua vistoria pela própria Marinha ficou pendente.

### Afundamento
Em 20 de janeiro de 2023, o navio foi apreendido e forçado a sair ao mar pela Marinha do Brasil, que então declarou que iria afundar o São Paulo no oceano Atlântico, em fevereiro de 2023, após a rejeição de liminares do Ministério do Meio Ambiente e Ministério Público Federal por juiz federal. A Marinha afirmou que a "condição de deterioração da flutuação" do São Paulo e a "inevitabilidade de naufrágio descontrolado" não deram outra opção à Marinha, mesmo com uma oferta de 30 milhões de reais do grupo Sela Saudi Arabian Jeddah para comprá-lo por 3 vezes mais do que a empresa turca pagou, mas para afundá-lo aproximadamente 350 quilômetros da costa do Brasil em águas internacionais, 5 000 metros de profundidade, apenas dentro do limite externo da zona econômica exclusiva do Brasil. O Ministério Público recorreu da decisão judicial, mas foi rejeitada. Os ex-proprietários turcos do navio criticaram a decisão como demonstração de indiferença e tentativa de evasão das autoridades brasileiras. A Marinha do Brasil alegou que o casco da embarcação já apresentava três furos e o naufrágio seria inevitável antes do final do mês. O São Paulo foi afundado em 3 de fevereiro de 2023, mesmo quando o navio estava estável e alinhado com a linha de água; o empuxo estava intacto.

## Operações
Desde a sua incorporação, participou de diversas operações:
- ARAEX-02 (operação conjunta com a Armada da Argentina),
- URUEX-02 (operação conjunta com a Armada do Uruguai),
- TEMPEREX-02,
- TROPICALEX-02,
- TROPICALEX-03,
- ASPIRANTEX-03,
- CATRAPO II/HELITRAPO II,
- PASSEX (com o USS Ronald Reagan (CVN-76)), e
- ESQUADREX-04.

## Comandantes
- CMG Antônio Alberto Marinho Nigro - (15 de novembro de 2000 – 9 de abril de 2002)
- CMG Antônio Fernando Monteiro Dias - (9 de abril de 2002 – 19 de fevereiro de 2004)
- CMG Luiz Henrique Caroli - (19 de fevereiro de 2004 - 16 de fevereiro de 2006)
- CMG Resende - (16 de fevereiro de 2006 - 15 de fevereiro de 2008)
- CMG Dibo - (15 de fevereiro de 2008 - 11 de fevereiro de 2010)
- CMG José Renato - (11 de fevereiro de 2010 - 29 de fevereiro de 2012)
- CMG Sérgio Fernando de Amaral Chaves Junior - (29 de fevereiro de 2012 - 29 de janeiro de 2013 )
- CMG Alexandre Rabello Farias - (29 de janeiro de 2013 - 24 de fevereiro de 2015)
- CMG Amaury Calheiros Boite Junior - (24 de fevereiro de 2015 -14 Fevereiro 2017)

## Grupo Aéreo Embarcado
O Grupo Aéreo Embarcado do São Paulo podia ser composto por uma combinação diferente de aeronaves de acordo com a missão. Um grupo típico poderia ser formado por 10 a 16 aeronaves de ataque A-4 Skyhawk (AF-1), 4 a 6 SH-3A/B (ASH-3D/H) Sea King antissubmarino e 2 UH-13 Esquilo de emprego geral e/ou 3 UH-14 Super Puma. Na prática, nas operações realizadas pela Marinha do Brasil, o número era bem mais reduzido por problemas na disponibilidade dos AF-1 e pelo tempo de uso dos Sea King.